# David Stögmüller

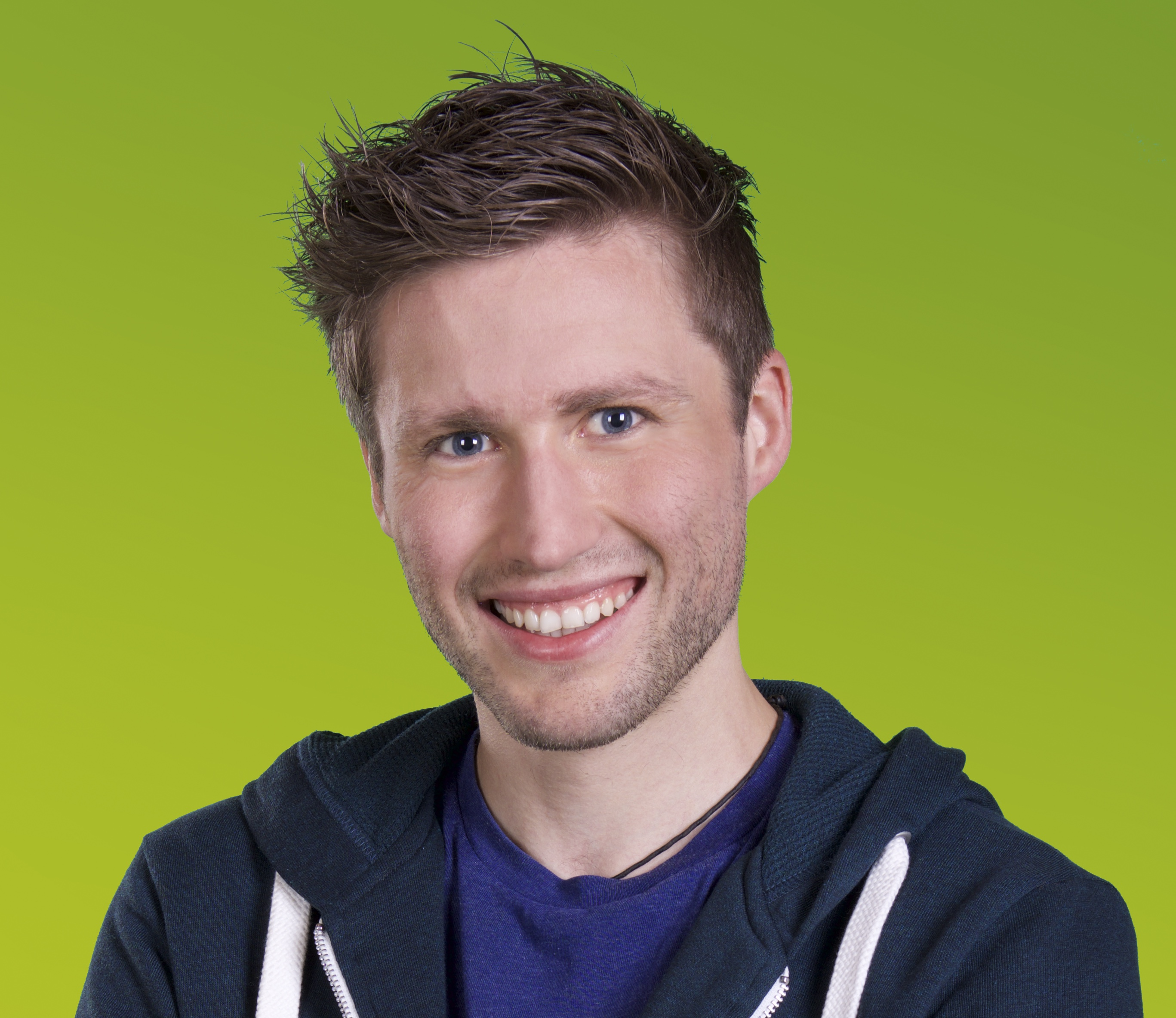
David Stögmüller

David Stögmüller (* 1. Februar 1987 in Ried im Innkreis, Oberösterreich) ist ein österreichischer Politiker der oberösterreichischen Grünen. 

## Funktionen
Er ist Abgeordneter zum Nationalrat der Grünen, Bezirkssprecher der Grünen im Bezirk Braunau am Inn und Gemeinderat der Grünen in der Stadt Braunau am Inn. Er ist Sprecher der Grünen für den Rechnungshof, Landesverteidigung, Katastrophenschutz und Ehrenamt. Im Frühling 2024 übernahm Stögmüller von der scheidenden grünen Abgeordneten, Ewa Ernst-Dziedzic, zudem die Tätigkeit als LGBTIQ+ Sprecher des Grünen Parlamentsklubs, sowie den Vorsitz der Grünen Andersrum. 
Stögmüller war eines der beiden Mitglieder der Grünen im Untersuchungsausschuss zur mutmaßlichen Käuflichkeit der schwarz-blauen Bundesregierung (kurz: Ibiza-Untersuchungsausschuss), sowie im Untersuchungsausschuss betreffend Klärung von Korruptionsvorwürfen gegen ÖVP-Regierungsmitglieder (kurz: ÖVP-Korruptions-Untersuchungsausschuss). Auch im Untersuchungsausschuss betreffend Zwei-Klassen-Verwaltung wegen Bevorzugung von Milliardären durch ÖVP-Regierungsmitglieder (COFAG-Untersuchungsausschuss) war Stögmüller Mitglied.
Neben seinen nationalen Tätigkeiten ist Stögmüller außerdem Mitglied der österreichischen Delegationen der Parlamentarischen Versammlung der OSZE, der NATO, und Mitglied der Interparlamentarischen Union. Am 23. Februar 2023 wurde Stögmüller einstimmig zum interimistischen Vorsitzenden des „Network of Young Parliamentarians“ der OSZE PV, das er 2020 mitbegründete, gewählt. Im Juli 2024 wurde er für ein weiteres Jahr in seinem Amt bestätigt. Das Netzwerk, das allen Mitgliedern der Parlamentarischen Versammlung unter 40 Jahren offensteht, hat sich das Ziel gesetzt, jugendpolitische Themen auf der internationalen Bühne stärker in den Vordergrund zu rücken.
Im August 2024 wurde Stögmüller von Präsidentin Pia Kauma zum OSZE Sonderbeauftragten für Jugendengagement (Special Representative for Youth Engagement) ernannt.

## Leben
Nach dem Besuch der Volks- und Hauptschule in Riedau absolvierte Stögmüller eine Ausbildung an der Hotelfachschule Bad Leonfelden sowie einen Aufbaulehrgang Sportmanagement in Bad Ischl. Danach leistete er Zivildienst beim Roten Kreuz im Bezirk Schärding. Von 2008 bis 2015 war er als Angestellter beim Roten Kreuz tätig, wo er sich nach wie vor ehrenamtlich engagiert. Stögmüller studierte Innovations- und Produktmanagement an der Fachhochschule Wels und berufsbegleitend Politikwissenschaften. Er lebt und arbeitet in Braunau. Dort wurde er im März 2014 Bezirkssprecher der Grünen und im Oktober 2015 Gemeinderat der Stadt. Im Oktober 2015 wählten ihn die oberösterreichischen Grünen zum Bundesrat, womit er die Nachfolge von Efgani Dönmez antrat. Ab 22. November 2015 war Stögmüller Stellvertretender Fraktionsvorsitzender der Bundesratsfraktion. Nach dem Verlust des Klubstatus der Grünen nach der Landtagswahl in Tirol 2018 war er fraktionsloses Mitglied des Bundesrates. Stögmüller lebt offen homosexuell.

## Politik

### Bundesrat
Nach dem Ausscheiden der Grünen aus dem Nationalrat waren Die Grünen – Die Grüne Alternative in der GP XXVI nur mehr im Bundesrat im Parlament vertreten. Neben Stögmüller saß dort Ewa Dziedzic, Bundesrätin aus Wien. Im Bundesrat hat Stögmüller den Großteil der parlamentarischen Anfragen gestellt, ohne Mitarbeiter und Personal, da die Grünen zu dieser Zeit nicht mit einem Klub im Parlament vertreten waren. Stögmüller hat sich hauptsächlich mit dem Thema Kontrolle und Korruptionsbekämpfung im Bundesrat beschäftigt.
Stögmüller war Mitglied in folgenden Ausschüssen des Bundesrates:
- Ausschuss für Arbeit, Soziales und Konsumentenschutz
- Ausschuss für Familie und Jugend
- Ausschuss für Sportangelegenheiten
- Ausschuss für Unterricht, Kunst und Kultur
- Ausschuss für Innovation, Technologie und Zukunft
- Kinderrechtsausschuss

sowie Ersatzmitglied im:
- Ausschuss für auswärtige Angelegenheiten
- Ausschuss für Verkehr
- Ausschuss für Wissenschaft und Forschung
- Geschäftsordnungsausschuss
- Gesundheitsausschuss

In der konstituierenden Sitzung der XXVII. Gesetzgebungsperiode am 23. Oktober 2019 ist er als Abgeordneter zum Nationalrat angelobt geworden. Im Bundesrat ist für ihn Claudia Hauschildt-Buschberger nachgerückt.

### Innviertel
Stögmüller ist für die Grünen in der Stadt Braunau Sozialsprecher und Sprecher für Sportangelegenheiten, und er ist Mitglied im Sozialhilfeverband – Bezirk Braunau. Stögmüller ist seit März 2016 im Vorstand der Regionalentwicklung Inn-Salzach Euregio.
In der Region Innviertel wird von Stögmüller der mangelhafte Ausbau des öffentlichen Verkehrs massiv kritisiert, auch setzte er sich im Zuge der Flüchtlingskrise 2015/16 für die Wahrung der Menschenrechte in den Transitzelten in der Stadt Braunau ein. Die Pläne der schwarz-blauen oberösterreichischen Landesregierung zur Verringerung der Mindestsicherung kritisierte er mehrmals im Bundesrat.

### Die Grünen
Nach dem Ausscheiden der Jugendorganisation Junge Grüne (Österreich) von der Partei war Stögmüller Mitinitiator der neuen Jugendorganisation Grüne Jugend, die es bereits in Oberösterreich, Salzburg, Wien, Niederösterreich und Tirol gibt. Er ist seit November 2017 Mitglied im Erweiterten Bundesvorstand der Grünen und seit November 2017 im Landesvorstand der Grünen Oberösterreich. Er ist Teil des „Next Generation Lab“, die sich um den Wiederaufbau der Grünen aus Sicht der Jungen bemühen. Stögmüller war Kandidat der Grünen Oberösterreich für die Nationalratswahl 2019. Stögmüller ist auf Platz drei in Oberösterreich gereiht. Er steht für das Thema Transparenz und Korruptionsbekämpfung im Wahlkampf.